# У Чжунвэй
У Чжунвэй (кит. 武中伟; род. 12 октября 1995 года, Ханьдань, Хэбэй, Китай) — китайский спортсмен-паралимпиец, соревнующийся в сноуборде. Чемпион и бронзовый призёр зимних Паралимпийских игр 2022 года в Пекине.

## Биография
На зимних Паралимпийских играх 2022 в Пекине 7 марта У Чжунвэй завоевал бронзовую медаль в сноуборд-кроссе (категория SB-LL1), уступив в большом финале соревнований канадцу Тайлеру Тёрнеру и американцу Майку Шульцу. 11 марта завоевал золото в слаломе.